# Csingiling és az elveszett kincs
A Csingiling és az elveszett kincs (eredeti cím: Tinker Bell and the Lost Treasure) 2009-ben bemutatott amerikai 3D-s számítógépes animációs film, amely a Csingiling-sorozat második része. Az animációs játékfilm rendezője Klay Hall, producere Sean Lurie. A forgatókönyvet Evan Spiliotopoulos írta, a zenéjét Joel McNeely szerezte. A mozifilm a Walt Disney Pictures és a DisneyToon Studios gyártásában készült, a Walt Disney Studios Motion Pictures és a Walt Disney Studios Home Entertainment forgalmazásában jelent meg.
Argentínában 2009. szeptember 3-án mutatták be a mozikban, Amerikában 2009. október 27-én, Magyarországon 2009. november 18-án adták ki DVD-n.

## Cselekmény
Csingiling a kis barkácstündér azt a megtisztelő feladatot kapja, hogy készítsen egy jogart a holdkőnek. A holdkő és a Hold segítségével készül a csillámpor, ami táplálja a Tündérpor-fát. Csingiling elkezdi készíteni a jogart ebben segít neki legjobb barátja Terence. Csing szorgoskodásai közben a jogar és később a holdkő eltörik, ezen összevesznek Terencel. Ezután elhatározza, hogy megkeres egy tükröt ami teljesíti egy kívánságát. Titokban épít egy hőlégballont, azzal indul a tükör keresésére. Útközben találkozik Lánggal Szentjánosbogárral. Később Terence utánamegy és segít neki. Mikor a tükröt megtalálja Terence barátságát kívánja, elpazarolja a kívánságot. Végül az új jogarhoz a tükrön talált gyémántot használja fel.

## Szereplők
További magyar hangok: Gardi Tamás, Keller Linda, Kis-Kovács Luca, Molnár Miklós, Orosz Gergely, Tőkés Nikoletta

## Betétdalok
A számlista:
1. Gift of a Friend – Demi Lovato
2. Take to the Sky – Jordan Pruitt
3. Where the Sunbeams Play – Méav Ní Mhaolchatha
4. Road to Paradise – Jordin Sparks
5. I'll Try – Jesse McCartney
6. If you Believe – Lisa Kelly
7. Magic Mirror – Tiffany Thornton
8. Magic of a Friend – Haley Orrantia
9. It's Love That Holds Your Hand – Jonatha Brooke
10. A Greater Treasure Than a Friend – Savannah Outen
11. Pixie Dust – Ruby Summer
12. Fly Away Hom – Alyson Stoner
13. Fly to Your Heart – Selena Gomez

## Televíziós megjelenések
- Disney Channel, Paramount Channel
- RTL Klub